# Bajchén, Oxchuc
Bajchén är en ort i Mexiko.   Den ligger i kommunen Oxchuc och delstaten Chiapas, i den sydöstra delen av landet, 800 km öster om huvudstaden Mexico City. Bajchén ligger 2 029 meter över havet och antalet invånare är 190.
Terrängen runt Bajchén är huvudsakligen kuperad, men norrut är den bergig. Runt Bajchén är det ganska tätbefolkat, med 67 invånare per kvadratkilometer. I omgivningarna runt Bajchén växer i huvudsak städsegrön lövskog.